# California dreamin' (fumetto)
California Dreamin' è una graphic novel scritta e illustrata da Pénélope Bagieu che mette in luce i primi anni della defunta cantante Cass Elliot della nota band The Mamas and the Papas. Il libro è stato pubblicato per la prima volta nel 2015 da Gallimard in francese. Nel 2017 la casa editrice BAO Publishing ha prodotto la versione italiana. Nel 2018 ha vinto l'Harvey Award per il miglior fumetto europeo.

## Sinossi
Il romanzo si compone di un prologo e diciotto capitoli, la maggior parte dei quali prende il nome di uno dei protagonisti del racconto. California Dreamin' inizia con la nascita di Cass (pseudonimo di Ellen Naomi Cohen) e termina intorno al 1965, prima della sua morte avvenuta prematuramente nel 1974. A partire dall'infanzia viene descritta la vita familiare a Baltimora e vengono poi ripercorse le principali tappe della carriera della cantante, fino allo scioglimento della band The Mamas and the Papas. L'autrice nel racconto si concentra sulla personalità e le emozioni della cantante, piuttosto che sulle vicende musicali della nota band.
Alla fine del libro Pénélope Bagieu inserisce una playlist delle sue otto canzoni preferite in cui canta Cass Elliot: California Dreamin', Do you wanna dance?, I saw her again last night, Dream a little dream of me, Dedicated to the one I love, Dancing in the streets, Creeque Alley, Midnight Voyage.
Il romanzo è stato scritto basandosi su quattro fonti principali: Dream a Little Dream of Me: The Life of “Mama” Cass Elliot di Eddi Fiegel, Go Where You Wanna Go: The Oral History of the Mamas and the Papas di Matthew Greenwood, Make your own kind of music: a carrer restrospective of Cass Elliot di Jon Johnson e California Dreamin' di Michelle Phillips.